# U-Bahnhof Černý Most

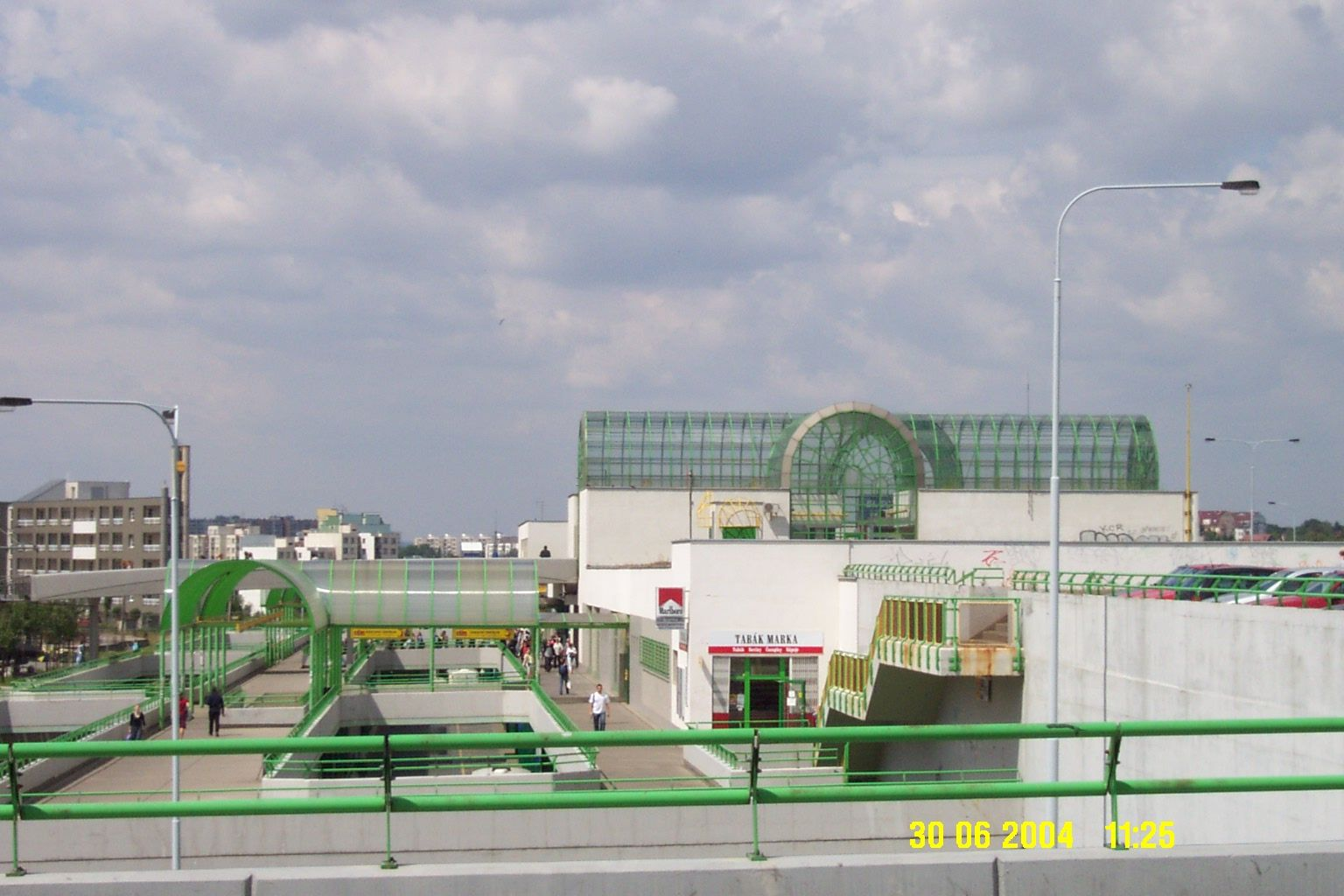
Der U-Bahnhof Černý Most

Der U-Bahnhof Černý Most ist die östliche Endstation der Prager Metrolinie B. Sie liegt in der Katastralgemeinde Černý Most, nach der sie benannt ist. Der Betrieb wurde am 8. November 1998 aufgenommen.
Der Bahnsteig liegt ebenerdig und ist barrierefrei zugänglich. Zur Überquerung des Gleiskörpers dienen zwei Aufzüge. In unmittelbarer Nähe befinden sich ein Bus-Terminal und eine Park-and-Ride-Anlage.